# Scutigera longitarsis
Scutigera longitarsis är en mångfotingart som först beskrevs av Newport 1844.  Scutigera longitarsis ingår i släktet Scutigera och familjen spindelfotingar.
Artens utbredningsområde är Afghanistan. Inga underarter finns listade i Catalogue of Life.